# Tino Neirotti
Tino Neirotti, all'anagrafe Claudio Celestino Neirotti (Torino, 1923 – Torino, 6 gennaio 1992), è stato un giornalista italiano, direttore di alcuni importanti quotidiani quali Stampa Sera, La Nazione, Il Resto del Carlino.
Nato nel 1923 nel capoluogo piemontese, laureato in Lettere all'Università degli Studi di Torino con Francesco Pastonchi, nel primo dopoguerra Neirotti inizia la sua carriera giornalistica come cronista dei quotidiani Il popolo nuovo e il Giornale di Torino. 
Nel 1947 Giulio De Benedetti lo assume a La Stampa dove diverrà redattore capo. Negli anni 1972-74 dirige Stampa Sera, l'edizione pomeridiana della Stampa, poi è nominato vice direttore del quotidiano torinese.

Nel 1977 assume la direzione del quotidiano bolognese Il Resto del Carlino. Nel 1985 diviene direttore del fiorentino La Nazione e dal 1987 fino alla morte è vicedirettore del Corriere della Sera.
Malato di tumore, Neirotti muore, nel 1992, a sessantotto anni in un ospedale della città natale.